# Szántay Csaba
Szántay Csaba (Salgótarján, 1928. január 4. – 2016. január 17.) Állami és Széchenyi-díjas magyar vegyészmérnök, feltaláló, a természetes szerves anyagok neves kutatója, egyetemi tanár, a Magyar Tudományos Akadémia rendes tagja, a Magyar Feltalálók Egyesületének alapító elnöke.

## Életpályája
1946-ban érettségizett a budapesti Szent Imre Főgimnáziumban. Ugyanebben az évben felvették a Budapesti Műszaki Egyetem (BME) Vegyészmérnöki Karára, ahol 1950-ben szerzett vegyészmérnöki diplomát.
Diplomájának megszerzése után a BME szerves kémia tanszékének tudományos munkatársa lett, majd 1952 és 1955 között aspiráns volt Beke Dénesnél. 1963-tól tudományos főmunkatársi, 1965-től címzetes docensi beosztásban dolgozott. Eközben 1965 és 1966 között a New York-i Egyetem vendégoktatója. 1967-ben kapta meg egyetemi tanári kinevezését, a tanszék vezetésével tizenegy évvel később bízták meg. 1994-ig állt a tanszék élén, majd 1998-ban professor emeritusi címet kapott. 1996 és 1998 között az MTA és a BME közös alkaloidkémiai tanszéki kutatócsoportjának elnöke volt. Oktatói állása mellett 1976-tól az MTA Központi Kémiai Kutatóintézet osztályvezetőjévé nevezték ki.
1956-ban védte meg a kémiai tudományok kandidátusi, 1965-ben akadémiai doktori értekezését. A Magyar Tudományos Akadémia Szerves és Biomolekuláris Kémiai Bizottságának tagja lett, majd 1970-ben megválasztották a köztestület levelező, 1982-ben pedig rendes tagjává. 1970 és 1976 között a Kémiai Tudományok Osztálya elnökhelyettese. 1998-ban a Támogatott Kutatóhelyek Tanácsának lett tagja. Később az MTA Jelölőbizottságának elnökévé is megválasztották.
A japán Heterocycles, az amerikai Medicinal Research Review és a svájci Natural Product Letters című szakfolyóiratok szerkesztőbizottságaiban is dolgozott. A Magyar Feltalálók Egyesülete elnökévé választotta 1989-es megalakulásakor.

## Munkássága
Kutatási területe a természetes szerves anyagok szintézise. Országos ismertségre a vinpocetin nevű gyógyszer-hatóanyag (Cavinton) ipari szintézisének kidolgozása után tett szert.
A természetes szerves anyagokon belül az alkaloidok, a prosztanoidok, a feromonok, a juvenil hormonok és a terpenoidok kérdéskörével foglalkozott. Gyógyszerkémiai kutatásai során a Cavinton mellett a Vinkamin és az Emetin nevű gyógyszerek ipari szintézisét sikerült kidolgoznia. Emellett fontos eredményeket ért el a morfin és a prostanoidok teljes szintézisének területén.
Az egyes dél-amerikai békafajok (az Epipedobates anthonyi, illetve az Ameerega nembe tartozó nyílméregbékák) bőréből izolált epibatidin enantioszelektív szintézisét, azaz amikor az egyik egymással fedésbe nem hozható tükörképi térszerkezetű molekulapár (enantiomer) túlsúlyban keletkezik a reakció során. Az epibatidin a morfinnál ötszázszor hatékonyabb alkaloida, ezt a gyógyszeriparban hasznosítják.
Több mint háromszázhatvan tudományos közlemény szerzője vagy társszerzője. Kétszázötven szabadalmat jegyeztetett be.

## Családja
Nős, házasságából egy fiúgyermek, ifj. Szántay Csaba (1958), Akadémiai-díjas vegyész, az MTA doktora született.

## Díjai, elismerései
- Állami Díj II. fokozat (1975) – A nagy hatású alkaloidák ipari gyártásra is alkalmas, mesterséges előállításáért. Megosztott díj Szabó Lajossal és Tőke Lászlóval.
- Szent-Györgyi Albert-díj (1993)
- A Magyar Köztársasági Érdemrend középkeresztje (1996)
- Széchenyi-díj (1999)
- Tudományért Nagydíj (2003)
- Prima díj (2006)
- Kametani Award (2008)
- Gábor Dénes Életműdíj (2011) – A Gábor Dénes-díjak e kiemelt fokozatát elsőként és eddig egyedüliként kapta meg
- Jedlik Ányos-díj  (2016; posztumusz))

## Főbb publikációi
- Válogatott fejezetek a gyógyászatilag hatásos természetes szerves anyagok köréből. Nitrogéntartalmú, heterociklusos vegyületek; Tankönyvkiadó, Budapest, 1959 (Mérnöki Továbbképző Intézet kiadványa)
- Elméleti szerves kémia (1968, 1996)
- Alkalkoidok szintézise (1971)
- Prosztaglandinok szintézise (Novák Lajossal, 1976, angolul is megjelent)
- Természetes szerves anyagok szintézise (1984)
- Epibatidine (társszerző, 1995)
- Elméleti szerves kémia; közrem. Majoros Béla; 4. átdolg., bőv. kiad.; Műegyetemi Kiadó, Budapest, 1996
- Sythetic Studies in Alkaloid Chemistry (1997)
- Hát, ez furcsa... Életútkönyv; Lexica, Budapest, 2020 (Magyar tudósok)